# Alain Makaba
Alain Makaba, né le 29 avril 1968 à Kinshasa, est un chanteur, auteur-compositeur, arrangeur et guitariste congolais (RDC), connu en tant que membre fondateur du groupe Wenge Musica,,,. Il est connu pour ses chansons Tuna Tina, Tchane, Nadangwe, Wemina ou encore Princesse Pathy.

## Biographie
Alain Makaba Kayele est le fils de Clément Makaba Kayele et Hélène Matapa. Il fait ses classes à l'internat catholique de Notre-Dame de Mbanza-Boma dans la région du Bas-Congo où il apprend la guitare auprès de ses amis de Wenge Musica, à savoir Didier Masela, Zing Zong, Aime Bwanga, Dédé Masolo, et Werrason.
En 1986, le départ du soliste Zing Zong pour l'Europe laisse la première place du groupe à Alain Makaba. Il apprend les techniques de programmation au synthétiseur dans son groupe Bobongo stars du Studio Bobongo aux côtés d'Al Nzimbi et Shakara Mutela. Le groupe y enregistre alors son premier album Bouger Bouger Makinzu. Makaba compose son premier titre publié, Fisol. Il s'impose ensuite en tant que Directeur artistique de l'ensemble.
Trois ans après, 1991, il sort un deuxième album Kin é Bouge. Contenant 5 channsons, Makaba écrit Princesse Pathy, dédiée à sa petite amie de l'époque, Patricia Longomba, sœur du batteur Awilo Longomba. Il part étudier quelque temps le jazz et la musicologie en Europe.
En 1992, ils enregistrent l'album Pleins Feux qui paraîtra plus tard en 1996. Il signe la reprise de son titre Fisol, renommée La vie.
En 1993, le groupe enregistre et publie un des plus grands succès de l'histoire du groupe qui est Kala-Yi-Boeing, le 3e album composé de 7 titres dont il signe le titre C'est trop tard Djenga. Cet album aide Wenge Musica à s'établir comme étant désormais le plus grand groupe de sa génération. L'album obtient non seulement un énorme succès dans toute l'Afrique mais aussi aux Antilles et dans les Caraïbes.
Au cours de l'année 1994, Wenge Musica sort le 5e album Les Anges Adorables est dans les bacs et contient 12 chacune 6 titres, il signe et interprète 2 titres : Tuna Tina Jack Kitshindja (sur lequel il assure le chant lead) et Douglas Ilumbe.
En 1995, Alain enregistre, pendant la tournée Pentagone de Wenge Musica, son premier album solo Pile ou face. Plusieurs stars de la chanson zaïroise (à l'époque), notamment King Kester Emeneya et Dindo Yogo ont participé à l'enregistrement de l'opus.
En 1996 sort le 7e album Pentagone composé de 11 titres très dansant avec Tutu Callugi et Roberto Ekokota à l’animation, sur lequel Alain compose qu'un titre : Dizoizo. Il faut considérer que cet album est le dernier de Wenge Musica, car le suivant Feux de l'amour est crédité au nom de JB Mpiana.
En décembre 1997, le groupe se sépare et Jean Bedel Mpiana, Blaise Bula et Alain Makaba créent Wenge BCBG. Ils enregistrent l'album Titanic en 1998.
Par la suite, de nouveaux musiciens de réserve sont intégrés au groupe comme Jules Kibens, Rio Kazadi, Héritier Watanabe, Chai Ngenge, Alba Accompagnero et Sunda Bass.
Il s'installe finalement au Gabon et se marie avec la fille de l'ancien président gabonais Omar Bongo Ondimba. Puis divorce et s'installe en Belgique.
En 2003, il enregistre son deuxième album solo, Ya Ku Dominer.
Un an après, il participe comme guitariste et arrangeur à l'album Mortel Combat des frères Bouro Mpela et Alain Mpela.
En 2008, il se remarie.
En 2022, il participe au projet de retrouvailles de Wenge Musica qui comprend une série d'événements emblématiques (concert au Stade des Martyrs de Kinshasa le 30 juin, le 9 juillet un concert VIP au Grand hôtel de Kinshasa…). À la même année il crée son propre groupe au nom de Al'Intime qui veut dire précisément Alain Pour Les Intimes.

## Discographie

### Albums studio solo
- 1995 : Pile ou Face
- 2003 : Ya Ku Dominer

## Sources externes
- BnF (données)